# Planum temporale
Pour les articles homonymes, voir Planum (homonymie).
Le planum temporale (PT) est un gyrus du lobe temporal du cortex cérébral. Il est situé sur la face supérieure du gyrus temporal supérieur, à l'intérieur de la scissure de Sylvius,  postérieurement au gyrus de Heschl et en s'enfonçant dans le cerveau jusqu'à l'insula.
Il a une forme plus ou moins triangulaire, limitée en avant par le sillon postérieur du premier gyrus temporal transverse (gyrus de Heschl), et en arrière par un sillon correspondant à la terminaison horizontale de la scissure de Sylvius.
Le PT correspond sur le plan cytoarchitectonique à du cortex auditif associatif. Dans l'hémisphère gauche, dominant pour le langage, il comprend l'aire de Wernicke, impliquée dans le langage. 
L'examen de 100 cerveaux post mortem, a montré que l'aire du PT du côté gauche était plus grande dans 65 % des cas. Par contre, une analyse volumétrique (prenant en compte aussi l'épaisseur du cortex) faite par IRM sur 42 enfants de 4 à 15 ans n'a pas décelé d'asymétrie hémisphérique des PT significative.
| |                                                                                           |
| (fig. 1) Coupe coronale | (fig. 2) Face supérieure de T1 après résection d'une partie des lobes frontal et pariétal |
| |                                                                                           |
| (fig.3) Vue de la face supérieure de T1 et de l'insula après résection d'une partie du lobe frontal et pariétal 1,2,3 : gyrus de l'insula 4 gyrus temporal transverse |                                                                                           |